# 東経134度線
東経134度線（とうけい134どせん）は、本初子午線面から東へ134度の角度を成す経線である。北極点から北極海、アジア、太平洋、オーストラリア、インド洋、南極海、南極大陸を通過して南極点までを結ぶ。東経134度線は、西経46度線と共に大円を形成する。

## 通過する地域一覧
東経134度線は、北極点から南極点まで南に向かって以下の場所を通っている。
| 地理座標                                               | 国土・領土・領海 | 備考 |
| ------------------------------------------------------ | ---------------- | --- |
| 北緯90度0分 東経134度0分 / 北緯90.000度 東経134.000度  | 北極海           | |
| 北緯76度47分 東経134度0分 / 北緯76.783度 東経134.000度 | ラプテフ海       | |
| 北緯71度23分 東経134度0分 / 北緯71.383度 東経134.000度 | ロシア           | |
| 北緯48度17分 東経134度0分 / 北緯48.283度 東経134.000度 | 中華人民共和国   | 黒龍江省 |
| 北緯46度38分 東経134度0分 / 北緯46.633度 東経134.000度 | ロシア           | |
| 北緯42度56分 東経134度0分 / 北緯42.933度 東経134.000度 | 日本海           | |
| 北緯35度32分 東経134度0分 / 北緯35.533度 東経134.000度 | 日本             | 本州: — 鳥取県 — 岡山県（北緯35度21分 東経134度0分 / 北緯35.350度 東経134.000度から） ※ 北緯35度19分 東経134度0分 / 北緯35.317度 東経134.000度付近で鳥取・岡山県境を2回通過 |
| 北緯34度31分 東経134度0分 / 北緯34.517度 東経134.000度 | 瀬戸内海         | 日本・家島、向島、直島（香川県）を通過 |
| 北緯34度21分 東経134度0分 / 北緯34.350度 東経134.000度 | 日本             | 四国: — 香川県 — 徳島県（北緯34度5分 東経134度0分 / 北緯34.083度 東経134.000度から） — 高知県（北緯33度49分 東経134度0分 / 北緯33.817度 東経134.000度から）                 |
| 北緯33度25分 東経134度0分 / 北緯33.417度 東経134.000度 | 太平洋           | パラオ・アンガウル島（北緯6度53分 東経134度7分 / 北緯6.883度 東経134.117度）の西を通過                                                                                      |
| 南緯0度44分 東経134度0分 / 南緯0.733度 東経134.000度   | インドネシア     | ニューギニア島 |
| 南緯3度51分 東経134度0分 / 南緯3.850度 東経134.000度   | アラフラ海       | インドネシア・アルー諸島（南緯6度45分 東経134度3分 / 南緯6.750度 東経134.050度）の西を通過                                                                                  |
| 南緯11度52分 東経134度0分 / 南緯11.867度 東経134.000度 | オーストラリア   | ノーザンテリトリー 南オーストラリア州（南緯26度0分 東経134度0分 / 南緯26.000度 東経134.000度から）                                                                          |
| 南緯32度29分 東経134度0分 / 南緯32.483度 東経134.000度 | インド洋         | オーストラリア当局は当海域が南極海の一部である旨を主張している[1][2] |
| 南緯60度0分 東経134度0分 / 南緯60.000度 東経134.000度  | 南極海           | |
| 南緯66度11分 東経134度0分 / 南緯66.183度 東経134.000度 | 南極大陸         | オーストラリア南極領土 - オーストラリアが領有権主張 |